# Ishtar TV

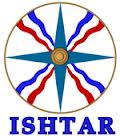

Ishtar TV (reichsaramäisch ܥܫܬܪ, benannt nach der Assyro-Babylonischen Gottheit Ischtar) ist ein assyrischer Rundfunkkanal, der seinen Sitz in der irakischen Stadt Ankawa hat.
Der Rundfunksender wurde von Sarkis Aghajan Mamendo gegründet und von George Mansour geleitet, der 2005 Ishtar TVs erster Generalmanager wurde. Gesendet wird in erster Linie auf Syrisch, aber auch Kurdische und Arabische Sendungen sind zu hören.
Politisch ist der Kanal mit dem Chaldean Syriac Assyrian Popular Council verbunden.